# Primer ataque

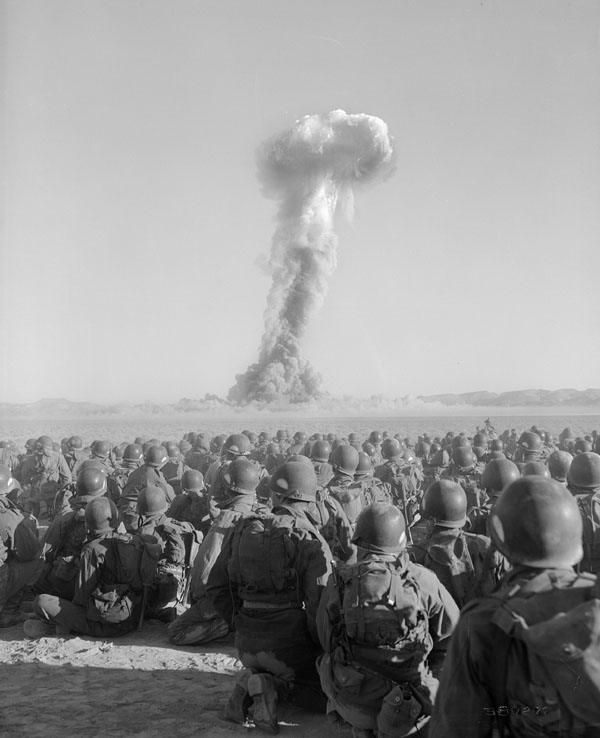
El primer ataque consistiría en el lanzamiento de suficientes armas nucleares como para destruir las instalaciones militares del enemigo.

En la ciencia militar, el primer ataque o primer golpe consiste en un lanzamiento masivo y al unísono de armas nucleares para destruir los silos de lanzamiento de misiles enemigos, sus bases de bombarderos estratégicos, submarinos nucleares, etc., para dejar al adversario sin armamento nuclear con el que responder.
Esta teoría fue adquiriendo fuerza en Estados Unidos durante la Guerra Fría cuando las armas nucleares fueron extendiéndose en número y reduciendo su tamaño. En una primera etapa (durante los últimos años de la década de los 40 del siglo XX) sólo Estados Unidos poseía armas nucleares por lo que la disuasión estaba asegurada. Así las primeras bombas atómicas eran enormes y requerían bombarderos estratégicos muy poderosos y en desarrollar una flota de esos bombarderos se centraron los esfuerzos armamentísticos norteamericanos. Fue cuando la URSS detonó su primer arma nuclear en 1949 y comenzó a desarrollar un programa propio a gran escala cuando la idea de neutralizar las armas enemigas en un primer golpe tomó fuerza.

## Armas de primer golpe
La carrera armamentística en relación con el primer golpe avanzó impulsada por los progresos en la energía de fusión y de la cohetería.

### El bombardero estratégico
Los bombarderos de largo alcance o estratégicos ya se habían utilizado en la Segunda Guerra Mundial y Estados Unidos confiaba en sus B-29, B-36 y B-50 para atacar los centro neurálgicos de la URSS; sin embargo deseaban poseer un aparato mucho mayor, capaz de conseguir mayor autonomía por lo que invirtió la mayor parte de sus esfuerzos en lanzar el bombardero de reacción B-52.
Cuando en 1954 los estadounidenses detonaron con éxito su bomba H sobre un atolón de las islas Marshall confiaron todo el peso del transporte y lanzamiento de esta nueva arma en aquellos aparatos. Los soviéticos disponían de muy pocos aviones homologables en prestaciones y alcance a los norteamericanos, Estados Unidos destinó ingentes cantidades de dinero y esfuerzo para descubrir esto. Este reducido número de bombarderos estratégicos facilitaba mucho a los norteamericanos la tarea de neutralizarlos, siempre y cuando varios B-52 permanecieran volando en todo momento cerca de la URSS para entrar en ella y atacar los objetivos marcados (una solución cara, pero muy poderosa).
Debido al gran tamaño de los dos países una incursión de este tipo podía llevar unas dos horas, incluso más si los bombarderos no estaban cerca del espacio aéreo enemigo. A finales de los años 40 y principios de los cincuenta del siglo XX ya se sabía el procedimiento de la bomba H; pero no se consideraba prioritaria como sí lo era el desarrollo de este tipo de aviones para que pudiesen llevar varias armas atómicas (los bombarderos utilizados en las ciudades japoneses durante la Segunda Guerra Mundial sólo podían transportar un ingenio atómico) y disponer de objetivos primarios y secundarios en su ruta; así mismo se pretendía aumentar la autonomía de estos aparatos para que pudiesen recorrer varios miles de kilómetros en cada misión, a ser posible por encima de los 10000. De esta forma Estados Unidos dispuso de bombarderos estratégico de reacción a mediados de los años 50.

### El misil de alcance medio

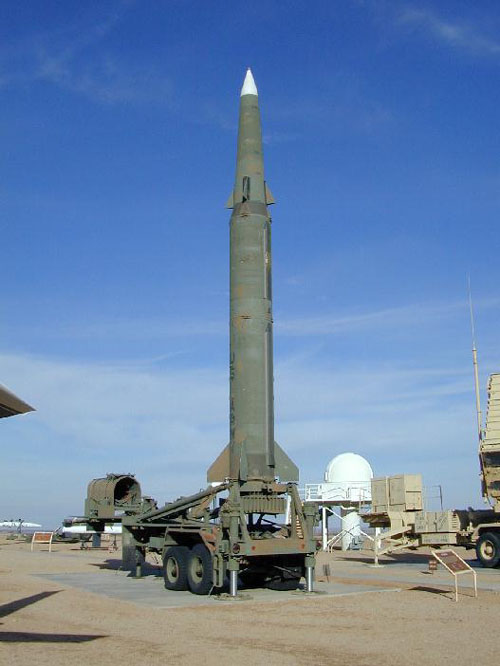
Misil de alcance medio Pershing II.

El perfeccionamiento de los misiles balísticos intercontinentales a finales de los cincuenta no complicó excesivamente la situación porque los primeros misiles poseían propulsión líquida y no estarían listos siempre que se les necesitase, sus tanques sólo se podían llenar una hora antes del lanzamiento. De esta forma los bombarderos estratégicos disponían de un tiempo relativamente suficiente para alcanzar sus objetivos, sólo requería aumentar la flota.
No obstante los misiles habían reducido el tiempo transcurrido desde la orden de ataque hasta el momento del impacto a una hora (carga del combustible) y 20 minutos (tiempo de vuelo de un continente a otro) en el mejor de los casos para el enemigo, menos aún si eran emplazados en un país aliado cercano al enemigo. Así ambos bandos empezaron a desplegar misiles en la RDA, Turquía o Cuba.
Pero el misil abría una tenebrosa posibilidad. Podía ser enterrado en silos enormemente resistentes o en una montaña subido en un tren (los soviéticos por ejemplo disponían de inmensas líneas férreas con grandes túneles donde podían soportar explosiones nucleares). Es lo que se denomina dispersión nuclear. Por esto y aún suponiendo que las armas fueran lo suficientemente precisas ¿se podía tener la seguridad de conocer todos los emplazamientos enemigos?

### El submarino nuclear
Los submarinos son unidades furtivas por su propia naturaleza y esa capacidad pronto se consideró que debía ser utilizada para transportar los misiles ya operativos hasta casi las mismas aguas del enemigo. Los soviéticos fueron en 1950 los primeros en remodelar un submarino clase Zulú para transportar un único misil R-11FM (SS-N-1B "Scud A"), tras probarlo satisfactoriamente se armaron otras cinco naves más, pero esta vez con dos misiles iguales al anterior, después fueron sustituidos por el R-13 (SS-N-4 "Sark"). En la década siguiente los soviéticos lanzaron al mar 15 submarinos de la clase Golf entre 1960 y 1962, 13 de ellos fueron después reconvertidos para transportar el nuevo R-21 (SS-N-5 "Sark") que ya podía ser lanzado en inmersión. Pero ambas clases eran de propulsión diésel-eléctrico, con las ventajas e inconvenientes de este tipo de propulsión.
Estados Unidos por su parte comenzó antes, a finales de los años cuarenta, con submarinos en pruebas. Pero la primera clase realmente operativa entró en servicio más tarde que la soviética, en 1960, era la clase George Washington que era submarinos nucleares clase Scorpion alargados para transportar 8 misiles Polaris A-1 de 2.600 km de alcance (frente a los 650 km del R-11FM). Los submarinos se terminaron en tres años desde la puesta de quilla, lo que, junto a sus prestaciones, da idea de la superior tecnología estadounidenses, pero esto no se conoció hasta los años 80.
El submarino portador de armas nucleares y sus misiles de combustible sólido, puede considerarse la segunda arma de primer golpe y rebajaba el tiempo de una hora o más hasta unos minutos si la nave estaba cerca de la costa enemiga.
Sin embargo al ser los submarinos una plataforma móvil y los misiles transportados generalmente armas balísticas apareció el problema de fijar la posición exacta del lanzamiento para realizar los cálculos pertinentes. Para resolverlo Estados Unidos desarrolló un carísimo sistema de posicionamiento por satélite que resultó el embrión del GPS.

### El misil de crucero

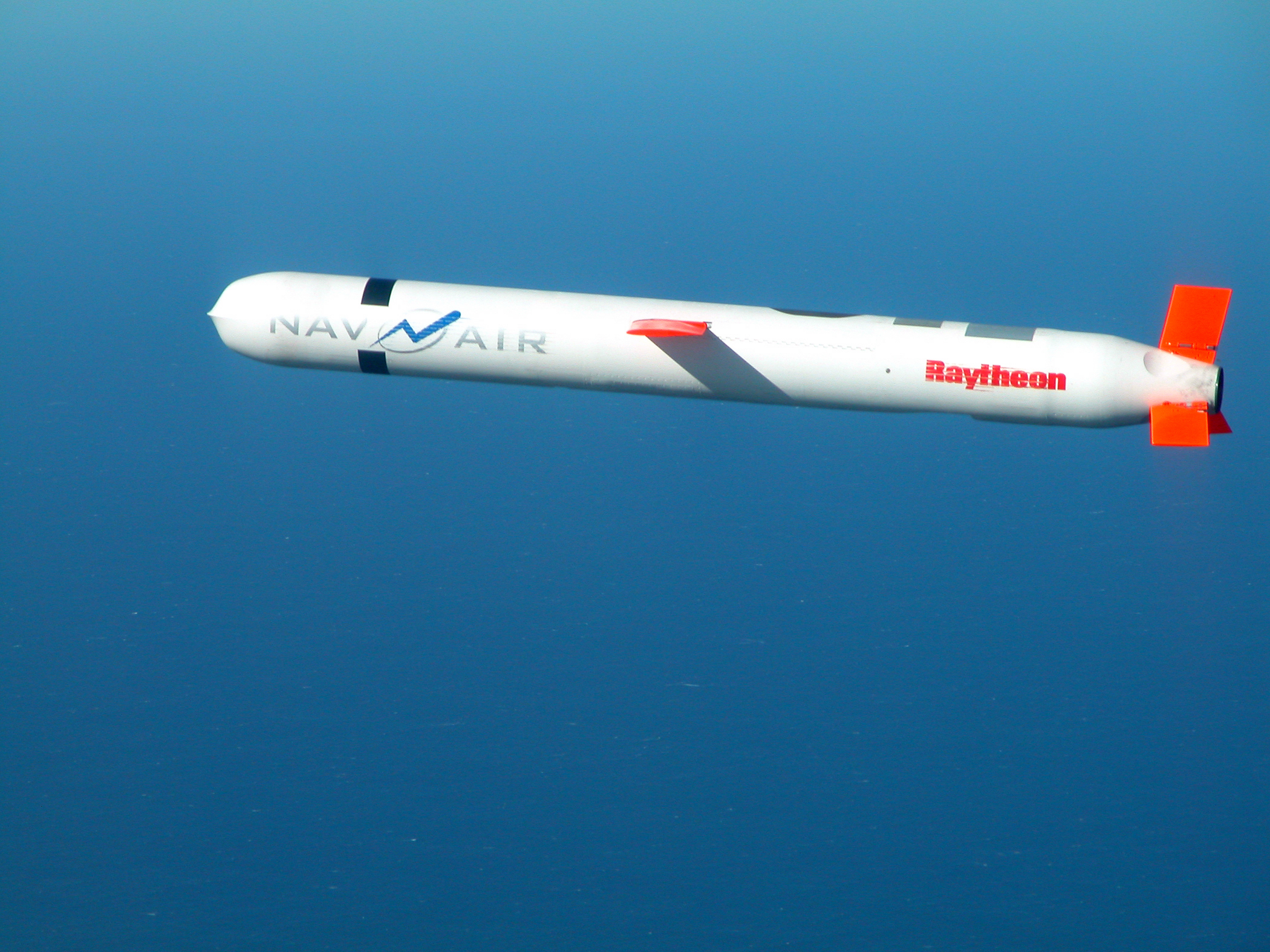
Misil de crucero Tomahawk en vuelo.

En los años 70 los avances en microelectrónica permitían un nuevo misil no balístico, es decir, que no tiene marcado su rumbo desde su silo de lanzamiento, cosa que sí tiene el misil balístico, y se puede variar a lo largo de su trayectoria, lo que no se puede hacer con el otro tipo de ingenio. Así los misiles de crucero podían avanzar en vuelo rasante desde su lanzamiento evitando el radar, pues llevaban memorizado un mapa tridimensional en su cerebro electrónico y sorteaban los accidentes geográficos con la suficiente poca altura para sortear los radares. Esto sumado al hecho de no emitir ninguna señal de radio que los delatase los hace tremendamente sigilosos. Únicamente al final de su recorrido enviaban una señal y recibían otra para reajustar la posición.
Los misiles de crucero como el tomahawk estadounidense o el taurus europeo reducen el tiempo desde la alerta hasta el impacto en poco más de unos segundos. No suelen ser muy grandes ni contar con mucha autonomía de vuelo; por este motivo su carga son armas nucleares tácticas; pero suficientes para arrasar las instalaciones enemigas.
El misil de crucero es un arma muy difícil de verificar, tanto su instalación como su desmantelamiento. Algunos expertos llegan a decir que resulta imposible de verificar si se ha desmantelado o no y es tanto una garantía de paz (en la antigua Yugoslavia y en Irak los ataques con estas armas fueron demoledor para la moral) como una amenaza para la misma.

## La utilidad del Primer golpe
Según muchos militares el primer golpe resultaría fundamental en una confrontación a gran escala, casi decisivo para la victoria, pues de él dependía que el adversario respondiera o no, y cómo de fuerte sería su respuesta.
Sin embargo las posibilidades de fallar, pese a los esfuerzos por aumentar la precisión, y el descubrimiento del invierno nuclear sembraron serias dudas sobre la seguridad de confiarse a una estrategia tan peligrosa como la del primer golpe; ya que supone atacar con armas nucleares y suponer que el enemigo no podrá responder o si lo hiciera sería con un mero carácter simbólico.